# Даниял Ахметов
Даниял Кенжетаевич Ахметов (на казахски: Даниал Кенжетайұлы Ахметов) е казахстански и евразийски политик и стопански ръководител.

## Биография
Завършил е Факултета по промишлено и гражданско строителство на Павлодарския индустриален институт (сега Павлодарски държавен университет „С. Торайгиров“).
След дипломирането си работи по специалността си като инженер-строител. В периода 1983 – 1987 г. е заместник-председател на изпълнителния комитет (администрацията) на град Екибастуз, после е глава (кмет) на градската администрация на Екибастуз (1992 - 1993) и глава (аким) на областната администрация на Павлодарска област (1993 – 1997) и на Североказахстанска област (1997 – 1999).
От октомври 1999 г. е заместник, а от декември 2000 года – първи заместник министър-председател на Република Казахстан. Отново е назначен за аким на Павлодарска област през ноември 2001 г.
На 13 юни 2003 г. е утвърден от парламента за министър-председател на Казахстан. Подава оставка от поста на 8 януари 2007 г.
На 10 януари 2007 г. с указ на президента на Казахстан е назначен за министър на отбраната на Казахстан. Освободен е от длъжността с президентски указ на 17 юни 2009 года.
Става член на Колегията (министър) по енергетика и инфраструктура на Евразийската икономическа комисия на ЕИС на 21 декември 2011 г. Назначен е за аким на Източноказахстанска област през ноември 2014 г.
Бил е президент на Федерацията по велоспорт на Казахстан до 28 октомври 2009 г.).